# Кароль Ґвуздзь
Кароль Ґвуздзь (пол. Karol Gwóźdź; нар. 1987, м. Катовиці) — сілезький поет, композитор, ді-джей.

## Дискографія

### Альбоми
- 2012 — Karol Gwóźdź: Tamte Czasy (Ті часи)

### EPs
- 2019 — Nail: Revelation (Відкриття)